# Nguyễn Gia Kiểng
Nguyễn Gia Kiểng (sinh 1942) là một doanh nhân, kỹ sư, và nhà bất đồng chính kiến người Pháp gốc Việt. Ông từng là Phụ tá Bộ trưởng Kinh tế Việt Nam Cộng hòa trước năm 1975 và là một trong những người thành lập Tập hợp Dân chủ Đa nguyên, một phong trào chính trị phản đối chính phủ Việt Nam.

## Gia thế
Nguyễn Gia Kiểng sinh ngày 8-11-1942 tại Thái Bình trong một gia đình mà cha và các chú bác đều là đảng viên Việt Nam Quốc Dân Đảng. Sau Cách mạng tháng 8, Việt Minh mở đợt trấn áp các đảng phái đối lập như Việt Nam Quốc dân đảng, Việt Nam Cách mạng đảng, Đại Việt Quốc dân Đảng... Cha của ông là thành viên Việt Nam Quốc dân đảng nên bỏ trốn, bà mẹ bị Việt Minh theo dõi hằng ngày nên cuối cùng dẫn các con bỏ trốn về quê ngoại ở Hải Dương, rồi bắt liên lạc được với chồng và dắt các con lên Hà Nội.
Năm 1954, Nguyễn Gia Kiểng di cư vào Nam cùng với gia đình. Vào Nam thân phụ ông lại bị truy lùng vì là đảng viên Việt Nam Quốc dân Đảng và bị tình nghi là có âm mưu chống chính quyền Ngô Đình Diệm, phải trốn lên Pleiku ẩn náu cho tới khi Ngô Đình Diệm bị lật đổ.
Nguyễn Gia Kiểng học hết trung học năm 1961 và được học bổng đi du học Pháp. Sau khi tốt nghiệp kỹ sư tại École Centrale de Paris ông học thêm cao học kinh tế làm việc tại Pháp 5 năm rồi về nước năm 1973.

## Hoạt động chính trị
Trong thời gian tại Pháp Nguyễn Gia Kiểng làm chủ tịch Tổng Hội Sinh Viên Việt Nam tại Paris nhiệm kỳ 1965-1966 và chủ tịch Liên Minh Sinh viên và Công Nhân Việt Nam tại châu Âu năm 1968. Ông là người lãnh đạo sinh viên và công nhân Việt Nam có ảnh hưởng lớn nhất tại Pháp cho đến khi về nước.
Về nước ông làm chuyên viên ngân hàng và dạy môn kinh tế chính trị tại đại học Minh Đức Sài Gòn rồi làm phụ tá Bộ trưởng Kinh tế với hàm Thứ trưởng cho đến ngày 30-4-1975.
Sau ngày 30-4-1975, ông bị đưa đi tập trung cải tạo trong hơn ba năm rồi trở thành chuyên viên dưới chế độ mới, do ông từng làm Trưởng ban Điện toán của Bộ Kinh tế và biết sử dụng những máy điện toán và máy IBM từ thời Việt Nam Cộng hòa, cho đến khi được đi Pháp do sự can thiệp của chính phủ Pháp năm 1982. Trong thời gian làm việc dưới chế độ mới, ông làm quen với một số đảng viên cộng sản mà sau này là những nhân vật bất đồng chống chính phủ Việt Nam như Nguyễn Hộ, La Văn Liếm (Tám Lâm).
Năm 1982, trở lại Pháp, Nguyễn Gia Kiểng hành nghề kỹ sư và doanh nhân. Ông trở thành Chủ tịch Tổng giám đốc một công ty tham vấn cho đến khi nghỉ hưu năm 2005 để dành toàn thời gian cho hoạt động chính trị.

## Thành lập Tập hợp Dân chủ Đa nguyên
Ngay khi trở lại Pháp, Nguyễn Gia Kiểng cùng một số trí thức, phần lớn là viên chức cao cấp của chế độ miền Nam Việt Nam, đã từng trải qua các trại tập trung cải tạo sau ngày 30-4-1975 thành lập một nhóm chính trị sau này trở thành Tập Hợp Dân Chủ Đa Nguyên, chủ trương "đấu tranh cho dân chủ bằng đường lối bất bạo động trong tinh thần hòa giải dân tộc". Ông lãnh đạo tổ chức này từ ngày thành lập.
Từ năm 1988 tổ chức này cho phát hành nguyệt san Thông Luận gây tranh cãi sôi nổi. Nguyễn Gia Kiểng được biết tới như là nhà lý luận chính của tờ báo này. Vì lập trường dân chủ ôn hòa Nguyễn Gia Kiểng và tổ chức của ông bị các tổ chức chống cộng cực đoan ở hải ngoại đả kích dữ dội, ông còn bị đả thương trong một lần diễn thuyết tại Hà Lan năm 1990. Ngược lại ông và Tập hợp Dân chủ Đa Nguyên cũng được sự ủng hộ của những người Việt hải ngoại ôn hòa và dần dần được họ chấp nhận. Phần lớn các tổ chức đối lập với chính phủ Việt Nam ở hải ngoại hiện nay đều có những tuyên bố phương châm rất gần với những gì Nguyễn Gia Kiểng và tổ chức của ông đề nghị.
Nguyễn Gia Kiểng viết rất đều trên nguyệt san Thông Luận và trang Web Thông Luận của Tập hợp Dân chủ Đa Nguyên từ hơn hai mươi năm qua chung quanh các chủ đề triết lý chính trị, kinh tế, vận động dân chủ, và đôi khi lịch sử. Nguyễn Gia Kiểng đặc biệt chú trọng hô hào cho văn hóa tổ chức, coi xã hội dân sự với những tổ chức không thuộc chính quyền như một điều kiện bắt buộc cho tiến trình dân chủ hóa. Ông là tác giả cuốn sách chính trị bằng tiếng Việt Tổ quốc ăn năn (đã được Nguyễn Ngọc Phách dịch sang tiếng Anh: Whence… Whither… Viêtnam?).